# Into the Blue 2: The Reef
Into the Blue 2: The Reef (conocida en español como Inmersión letal 2 en España y Azul extremo 2 en Argentina) es una película estadounidense de acción y suspenso directamente para video y una secuela de la película de 2005 Into the Blue. Ninguno de los miembros del elenco de la primera película regresa, por lo que la secuela solo comparte temas y situaciones similares a la original. Fue dirigida por Stephen Herek y fue lanzada en DVD en Norteamérica el 21 de abril de 2009.

## Argumento
En Honolulu, Hawái, un hombre arroja grandes contenedores al océano y luego se reúne con unos hombres trajeados que esperan que les paguen. Pero debido a que arrojó los contenedores y alteró el cronograma de envíos de esos contenedores al cliente, lo matan.
Sebastian (Chris Carmack) y su novia Dani (Laura Vandervoort) poseen un negocio dque alquila equipos de esnórquel para clientes. Sebastián no quiere dedicarse a esta línea de trabajo para siempre. Para Sebastián, hay innumerables tesoros en el océano que ha estado buscando durante mucho tiempo, pero uno que ha estado buscando durante cuatro años es el barco español San Cristóbal, que se hundió en algún lugar cerca del Arrecife Norte y se rumorea que se hundió en el océano junto con un gran tesoro. Sebastián cree que si encuentra este tesoro, le dará a él y a su novia la oportunidad de vivir una vida mejor.
Sebastian sale con su amigo y empleado Mace (Michael Graziadei) y su novia Kimi (Mircea Monroe), la mejor amiga de Dani, quienes son una pareja que tiene una relación difícil porque Mace tiende a involucrarse con otras mujeres. Mientras Mace y Kimi tienen una relación disfuncional, Sebastian y Dani están muy enamorados.
Mientras están en el trabajo, reciben la visita de Carlton (David Anders) y Azra (Marsha Thomason), una pareja que quiere contratarlos para bucear en el Arrecife Norte durante una semana porque, al igual que Sebastian, están buscando el San Cristóbal, con la diferencia que Carlton tiene un mapa que puede llevarlos al tesoro, por lo que tanto Sebastian como Dani se comprometen a ayudar a la pareja. Los cuatro realizan varias expediciones de buceo para encontrar el tesoro.
Dani, Kimi, Sebastian y Mace participan en competiciones separadas de voleibol de playa. Sebastian y Mace se enfrentan a sus principales competidores de buceo, Avery (Rand Holdren), quien sale con una chica llamada Kelsey (Audrina Patridge), a quien le encanta sermonearlo cuando se mete en problemas por meterse con mujeres.
Mientras está en un club, otro cliente coquetea con las mujeres y agarra el brazo de Azra, quien rápidamente le hace una llave de cabeza. Esto levanta la primera señal de alerta para Dani, que empieza a sospechar.
Al día siguiente, se revela que Carlton en realidad no está buscando el San Cristóbal. De hecho, ayuda a grandes clientes a contrabandear tesoros a otros lugares. Tanto Carlton como Azra les dicen a Sebastian y Dani que si los ayudan a encontrar los dos contenedores, ganarán 500 000 dólares. Además, es revelado que si Carlton no encuentra los contenedores en una semana, los hombres los matarán. La razón por la que está dispuesto a pagarles mucho dinero es parte de una disculpa porque los hombres que lo contrataron saben los nombres de Sebastian y Dani y sus vidas también corren peligro.
Ahora tanto Sebastian como Dani se ven obligados a ayudar a Carlton y Azra a encontrar los dos contenedores, pero mientras están en el mar, Avery se da cuenta y comienza a buscar lo que están buscando.
Con sus vidas amenazadas, Dani convence a Sebastian de que deben mirar qué hay en esos contenedores y por qué sus vidas están amenazadas, afirmando que algo terrible podría haber en esos contenedores y necesitan revisarlos sin avisar a Carlton y Azra.
Los dos se hacen a la mar con su barco a altas horas de la noche para bucear y ver qué son esos contenedores. Encuentran que en los contenedores no hay un tesoro sino una bomba. Cuando regresan de su bote después de la inmersión, son recibidos por Carlton y Azra, quienes han estado escondidos en su bote y están listos para matarlos. Carlton les dice que en el contenedor uno está la carcasa y en el contenedor dos hay una ojiva nuclear. Uno sin el otro es inútil pero juntos forman un arma poderosa. Su objetivo es crear un segundo Pearl Harbor.
Dani salta del barco para intentar conseguir ayuda, mientras Carlton le ordena a Milos que le dispare en el agua. Azra somete a Sebastián, que cree que Dani está muerta. Sin embargo, Dani sobrevive e intenta nadar detrás del barco antes de desmayarse en un dispositivo flotante. Más tarde esa noche, Azra y Milo tienden una emboscada a Mace y Kimi en su apartamento y los mantienen como rehenes con Sebastian en el barco, donde pasan la noche atados y amordazados con cinta adhesiva. A la mañana siguiente, Sebastian intenta pedir ayuda mediante el comunicador de emergencia mientras aún está atado, pero Carlton lo atrapa. Les da a Sebastian y Mace una advertencia final; se no hacen lo que él dice, matarán a Kimi. Mientras tanto, Dani es encontrada por la guardia costera y llevada al hospital. Azra intenta matar a Dani en su habitación, pero ella huye y se produce una persecución. Mientras tanto, Sebastian y Mace intentan llevarle los contenedores a Carlton. Mace se equivoca a propósito y Kimi muere. Sebastian y Mace se rebelan, lo que termina con la muerte de Carlton y su guardaespaldas. Dani deja atrás a Azra y Azra mata a su jefe para poder desaparecer de nuevo. Dani, Sebastián y Mace se reencuentran y tienen el funeral de Kimi.
Seis meses después, Sebastián y Mace encuentran el San Cristóbal y compran su barco soñado. La película termina con Sebastian, Dani y Mace celebrando sus nuevas riquezas.

## Reparto
- Chris Carmack como Sebastian.
- Laura Vandervoort como Dani.
- Marsha Thomason como Azra.
- Michael Graziadei como Mace.
- Mircea Monroe como Kimi.
- Audrina Patridge como Kelsey.
- Amanda Kimmel como Amanda.
- Parvati Shallow como Parvati.
- Rand Holdren como Avery.
- David Anders como Carlton.
- Mark Kubr como Milos.
- Timothy Lechner como Detective Yorkin.

## Producción
Into the Blue 2 fue el primer papel cinematográfico de Audrina Patridge. Iba a ser dirigida y producida por Charles Winkler, con Hudson Hickman, Craig Roessler y Sarah Berrisford como productores ejecutivos.
Fue filmada en Oahu, Hawái, Estados Unidos de mayo a junio de 2008. La edición se realizó del 2 de septiembre al 13 de noviembre de 2008.

## Lanzamiento
El 19 de noviembre de 2008, se anunció que se lanzaría directamente para DVD en la primavera de 2009 a pesar de los planes anteriores para un estreno en cines en 2010. La obra de arte del DVD se lanzó el 3 de diciembre de 2008; el tráiler siguiente el 20 de enero de 2009..Fue lanzado en DVD en los Estados Unidos y Canadá el 21 de abril de 2009.
Se estrenó en cines del Reino Unido el 2 de agosto de 2009. Según TMZ, la película se estrenó en cines en Brasil, Australia, España, Alemania e Italia en el verano/otoño de 2009. La película se lanzó directamente en DVD en Australia el 10 de febrero de 2010.